# Велі-Матті Кярккяйнен
Велі-Матті Кярккяйнен (нар. 1958) — фінський богослов. Професор систематичної теології Фуллерської теологічної семінарії. Висвячений на лютеранського пастора (ELCA — Євангелічна лютеранська церква в Америці). Кярккяйнен також є всесвітньо відомим експертом з питань п'ятидесятницької харизматичної теології. 

## Життєпис
Велі-Матті Кярккяйнен народився у фінській лютеранській родині. У підлітковому віці з часом приєднався до місцевої церкви п'ятидесятників на батьківщині.
Пізніше був призначений на посаду пастора ELCA і працює за сумісництвом пастором фінської лютеранської церкви в Каліфорнії та Техасі (єпархія ELCA Південно-Західної Каліфорнії). 
Після здобуття освіти в Університеті Ювяскюля, Кярккяйнен отримав ступінь магістра богослов'я у Фуллерській теологічній семінарії. Повернувся до Фінляндії та був висвячений на пастора Фінської Церкви повного Євангелія, очолював місцеву конгрегацію в 1989—1991 роках.  
У 1991 році переїхав із родиною до Таїланду і викладав у Біблійному коледжі повного Євангелія в Бангкоку. Через три роки повернувсяся до Фінляндії, ставши ректором Біблійного коледжу Ісо-Кір'я в Кеуруу в 1994 році. 
Докторську ступінь захистив у Гельсінському університеті в 1998 році.
Кярккяйнен пішов на факультет Фуллерської семінарії в 2000 році доцентом систематичної теології та став професором у 2003 році. Кярккяйнен також працює доцентом екуменіки в Гельсінському університеті.

## Богослов'я
Кярккяйнен написав підручники, що пропонують глобальні знайомства з пневматологією, еклезіологією та христологією. 
У 2017 році він завершив п'яту частину своєї п'ятитомної систематичної теологічної серії під назвою «Конструктивна християнська теологія для Церкви у плюралістичному світі», яка розглядає питання науки та релігії, глобальної теології та діалогу з іншими релігіями через порівняльну теологію.
За словами Амоса Йонга, Кярккяйнен «швидко став одним із найважливіших богословів, з якими слід рахуватися в наш час».
Сучасний український релігієзнавець Юрій Чорноморець пише про Велі-Матті Кярккяйнена:

Кілька слів напишу про те, які напрямки дослідження вважаю перспективними для п'ятидесятників. По-перше, це богослов'я Велі-Матті Кярккяйнена. Я читав тільки те, як він порівнював православні та п'ятидесятницькі доктрини про святість — це прекрасно і грандіозно. Подивився на його твори в цілому — це просто прекрасні тексти найвищої якості, там є що аналізувати, досліджувати, сперечатися, розвивати... По-друге, це спроби побудувати догматичне і систематичне богослов'я тими авторами, що є п'ятидесятниками або близькі до п'ятидесятництва. Все це має практичне значення для українського п'ятидесятництва, оскільки такі дослідження надавали б не лише теоретичні інструменти для розвитку власної богословської традиції, а й результати, які безпосередньо сприяли б успішній практичній контекстуалізації п'ятидесятництва в українських умовах.